# Palacio Presidencial de Costa Rica
El Palacio Presidencial de Costa Rica (1866) fue una antigua edificación ubicada en San José (Costa Rica). Se encontraba al lado de la antigua Casa de Moneda (actualmente Banco Nacional de Costa Rica). 

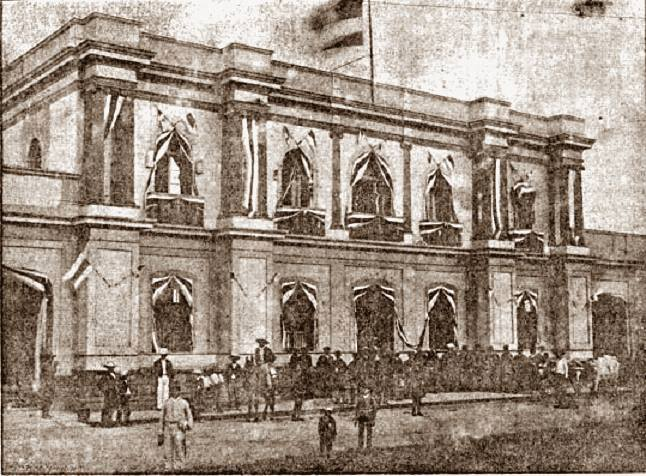
Fachada principal del antiguo Palacio Presidencial de Costa Rica

Fue construido entre 1866 y 1869 durante el gobierno de José María Castro Madriz, originalmente concebido para alojar la Escuela de Artes y Oficios que nunca llegó a inaugurarse ya que se prefirió alojar el despacho del poder ejecutivo y la residencia del presidente y su familia. La obra estuvo a cargo del ingeniero mexicano Ángel Miguel Velásquez, quien fue discípulo de Francesco Saverio Cavallari.
Junto con el Palacio Nacional fueron las edificaciones de mayor importancia de la época en Costa Rica. Ambos palacios rompieron con la tradición colonial española, para usar un lenguaje arquitectónico adaptando el medio nacional a los estilos de moda en Europa.

## Arquitectura
De estilo clásico, se trataba de una elegante construcción de dos plantas, con ocho columnas jónicas en su fachada, una gran escalinata de mármol de Carrara, amplios salones, galerías y otros elementos que trataban de imitar el estilo palaciego de las cortes de Europa. El costo de la edificación fue de $75 886,75 de la época, sin incluir el amueblado.
El edificio quedó convertido en Palacio Presidencial por orden del general Tomás Guardia Gutiérrez. Fue acondicionado debidamente, amueblado y decorado de una manera suntuosa. Se importó de Europa muebles estilo Chippendale, pinturas románticas, porcelana de Sèvres, gobelinos franceses adornaron sus muros y las vajillas se compraron en el almacén Le Bon Marché.
Se acondicionó un boudoir para la primera dama y su hija. Había un salón de fumadores para caballeros, sala de juegos, salón de señoras y una amplia sala de recepciones. Contaba incluso con una elegante capilla, que fue erigida en oratorio perpetuo por el papa Pío IX.

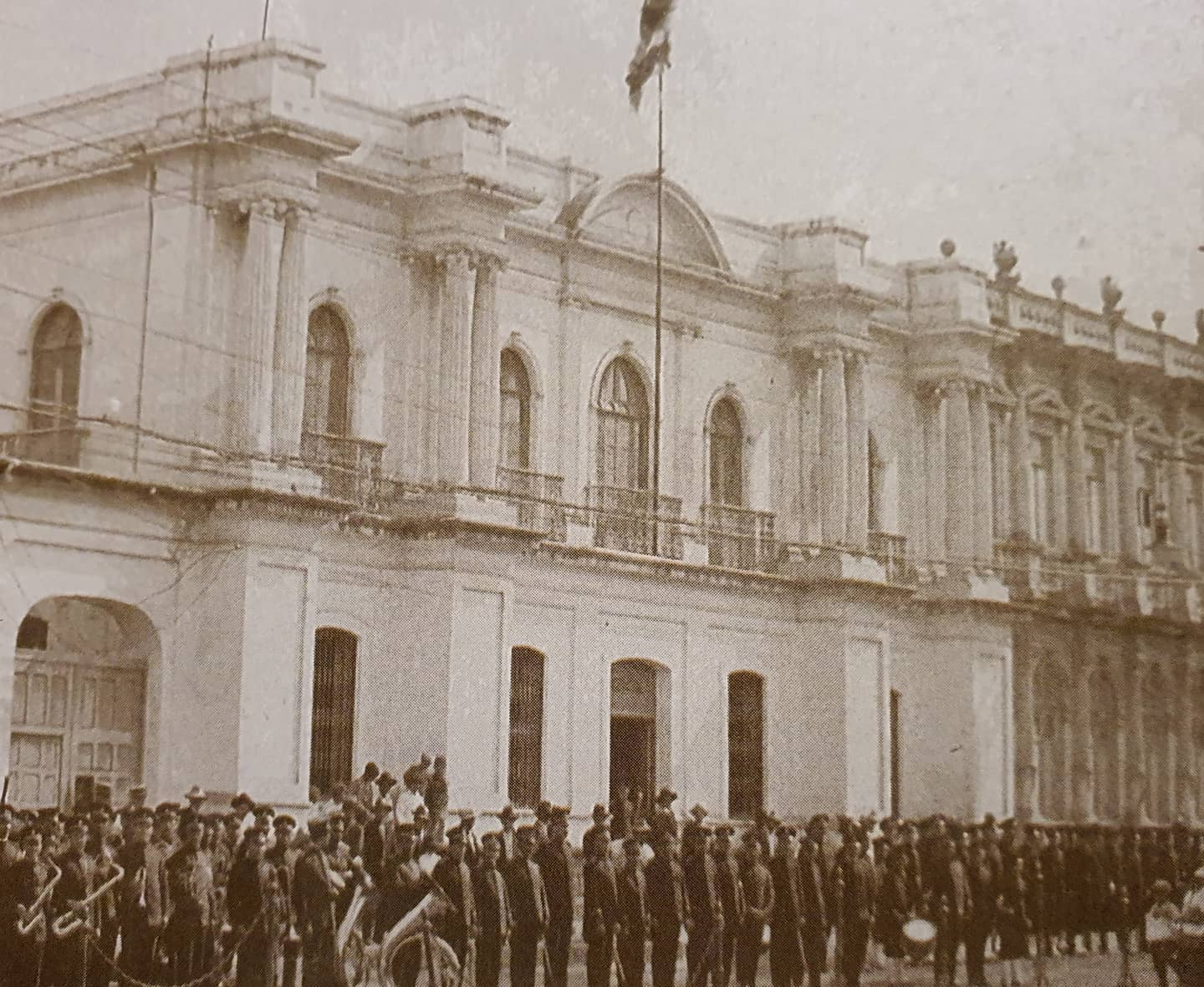
El Palacio en la década de los 1920s, cuando se había instalado en Ministerio de Guerra.

## Historia
Fue utilizado como Palacio Presidencial desde 1882 hasta 1894. Testigo de los mayores acontecimientos políticos y sociales nacionales de la época.  El 9 de agosto de 1884, desde los balcones del Palacio y frente a una multitud proveniente de todo el Valle Central, el presidente Próspero Fernández Oreamuno, inauguró el primer alumbrado eléctrico del país.
Posteriormente el Ministerio de Guerra trasladó su sede al edificio, para luego convertirse en la Comandancia de Plaza de Artillería, sede del Estado Mayor.
Durante el primer gobierno de facto de José Figueres Ferrer se ordenó su demolición con el motivo de ampliar la estructura del Banco Nacional.